# 脂肪壊死症
脂肪壊死症（しぼうえししょう、fat necrosis）とは、腹腔内の脂肪細胞が変性壊死を起こすことで生じる疾病のこと。ウシの症例が広く知られているが、ヒトにも起こりうる。

## 概要
牛の場合、腹腔内に蓄積した脂肪組織、主として円盤結腸、直腸、腎周囲脂肪が変性壊死を起こして淡黄色で硬く腫瘍状の大きな塊を作り、やがて腸管を狭窄して糞便の疎通障害を起こし、衰弱して死亡するという経過をとるものが多い。和牛飼養者の老齢化や労力不足による運動不足、濃厚飼料の多給、子牛期の過肥による肥満化の傾向が、脂肪壊死症の増加を招くと考えられる。
病気の進行は早く、治療法はない。ハトムギの主成分ヨクイニンの投与が有効とする報告がある。

## 新生児皮下脂肪壊死症
生後数日から1ヶ月以内に、脂肪が多く分布する臀部や大腿部に種種の大きさの板状の皮下結節を生じる。数週から数ヶ月で自然治癒するが、一部は高カルシウム血症を合併し予後不良な場合もある。